# Nuthin' but a 'G' Thang
"Nuthin' but a 'G' Thang" je prvi singl repera Dr. Drea s njegovog debitantskog albuma The Chronic iz 1992. godine. Na pjesmi gostuje Snoop Dogg koji je ujedno i napisao tekst pjesme zajedno s Dr. Dreom. Producent pjesme je Dr. Dre, a sadrži uzorke "I Want'a Do Something Freaky to You" Leona Haywooda. Kao singl objavljena je 12. siječnja 1993. godine. Na američkoj top ljestvici Billboard Hot 100 pjesma je debitirala na poziciji broj dva, iza pjesme "Informer" kanadskog pjevača Snowa. Druga dva singla "Fuck wit Dre Day (And Everybody's Celebratin')" i "Let Me Ride" debitirala su na pozicijama 8 i 34. Pjesma "Nuthin' but a 'G' Thang" je na top ljestvici Billboard Hot R&B/Hip-Hop Songs debitirala na poziciji broj jedan, a u Ujedinjenom Kraljevstvu debitirala je na poziciji broj 31. Muzej Rock and Roll Hall of Fame je pjesmu uvrstio na listu "500 pjesama koje su oblikovale rock and roll". Smatra se kao jedna od najboljih snimljenih hip hop pjesama. Godine 2011. časopis XXL proglasio ju je najboljom hip hop pjesmom 1990-ih.

## Popis pjesama
| Digitalni download 1. "Nuthin' but a 'G' Thang" – 4:00 CD singl 1. "Nuthin' but a 'G' Thang" – 3:58 Vinilni singl 1. "Nuthin' but a 'G' Thang" - 3:58 Instrumentalna verzija 1. "Nuthin' but a 'G' Thang" - 4:06 | Remiksevi 1. "Nuthin' but a 'G' Thang" (Radio Mix) - 3:56 2. "Nuthin' but a 'G' Thang" (Club Mix) - 4:38 3. "Nuthin' but a 'G' Thang" (Freestyle Remix) - 4:11 |

## Top ljestvice
| Godina | Top ljestvica                         | Pozicija |
| ------ | ------------------------------------- | -------- |
| 1993.  | SAD Billboard Hot 100                 | 2        |
| 1993.  | SAD Billboard Rap Songs               | 1        |
| 1993.  | SAD Billboard Hot R&B/Hip-Hop Songs   | 1        |
| 1993.  | SAD Billboard Rhythmic Top 40         | 2        |
| 1993.  | SAD Billboard Hot Dance Club Songs    | 22       |
| 1993.  | SAD Billboard Hot Dance Singles Sales | 3        |
| 1994.  | UK Top 75 Singles                     | 31       |
| 2006.  | SAD Hot Ringtones                     | 26       |
| 2007.  | 40 Songs That Changed the World       | 38       |

| Na kraju godine (1993.) | Pozicija |
| ----------------------- | -------- |
| SAD Billboard Hot 100   | 11       |

| Top ljestvica (1990. – 1999.) | Pozicija |
| ----------------------------- | -------- |
| SAD Billboard Hot 100         | 95       |

| Država                     | Certifikacija |
| -------------------------- | ------------- |
| Sjedinjene Američke Države | 1× platinasta |

## Vanjske poveznice
- Nuthin' but a 'G' Thang na YouTubeu